# Highway to Hell
Highway to Hell (с англ. — «Шоссе в ад») — шестой студийный альбом австралийской рок-группы AC/DC, выпущенный в 1979 году.
Бесспорно самый популярный альбом AC/DC на момент выпуска, Highway to Hell значительно расширил круг слушателей группы и стал трамплином перед головокружительным взлётом в следующем году с альбомом Back in Black. Это последний альбом группы с участием вокалиста Бона Скотта, который скоропостижно скончался в 1980 году.
Альбом занял 20-ю позицию в рейтинге «100 лучших рок-альбомов всех времён» по версии журнала Classic Rock.
Альбом записывался в феврале 1979 года в студии Criteria (Майами, США) и в марте-апреле того же года в студии Roundhouse (Лондон, Великобритания)
Альбом стал первой работой группы, вошедшей в первую сотню хит-парада Billboard 200. Такие песни, как «Highway to Hell», «Shot Down in Flames» и «If You Want Blood (You’ve Got It)» получили успех среди фанатов и стали регулярно исполняться на концертах группы. Журнал Rolling Stone внёс альбом в список «500 величайших альбомов всех времён». Данное издание было продано в США тиражом 7 млн экземпляров и достигло 7х платинового статуса. На данный момент альбом является вторым самым продаваемым альбомом AC/DC, после Back in Black.
Highway to Hell является первым альбомом группы, спродюсированным не Гарри Вандой и Джорджем Янгом. Первоначально для работы над альбомом был приглашён Эдди Крамер, однако он был уволен до того, как запись альбома была закончена. Его заменил Роберт Джон «Матт» Ланг. После успеха данного альбома он спродюсировал два следующих альбома группы (Back in Black и For Those About to Rock (We Salute You))

## Детали издания
Оригинальная версия была выпущена в Австралии, лейблом Albert. Позднее лейблом Atlantic Records была издана международная версия (отличается только обложкой). В 2003 году альбом был переиздан на лейбле Epic Records как часть серии AC/DC Remasters.

## Список композиций
Все песни написаны Ангусом Янгом, Малькольмом Янгом и Боном Скоттом
| №  | Название                  | Длительность |
| -- | ------------------------- | ------------ |
| 1. | «Highway to Hell»         | 3:28         |
| 2. | «Girls Got Rhythm»        | 3:23         |
| 3. | «Walk All Over You»       | 5:10         |
| 4. | «Touch Too Much»          | 4:27         |
| 5. | «Beating Around the Bush» | 3:56         |

| №                   | Название                            | Длительность |
| ------------------- | ----------------------------------- | ------------ |
| 6.                  | «Shot Down in Flames»               | 3:22         |
| 7.                  | «Get It Hot»                        | 2:34         |
| 8.                  | «If You Want Blood (You’ve Got It)» | 4:37         |
| 9.                  | «Love Hungry Man»                   | 4:17         |
| 10.                 | «Night Prowler»                     | 6:27         |
| Общая длительность: | Общая длительность:                 | 41:42        |

## Участники записи
- Бон Скотт — вокал
- Ангус Янг — соло-гитара
- Малькольм Янг — ритм-гитара, бэк-вокал
- Клифф Уильямс — бас-гитара, бэк-вокал
- Фил Радд — ударные

## Позиции в хит-парадах
| Год  | Чарт                                      | Позиция |
| ---- | ----------------------------------------- | ------- |
| 1979 | Australian Kent Music Report Albums Chart | 13      |
| 2008 | Australian Albums Chart                   | 27      |
| 1979 | Billboard 200                             | 17      |
| 1979 | UK Albums Chart                           | 8       |
| 1979 | Sverigetopplistan                         | 24      |
| 1979 | Mega Album Top 100                        | 14      |
| 1981 | New Zealand Albums Chart                  | 46      |
| 2008 | Swiss Albums Chart                        | 57      |
| 2009 | Austrian Albums Chart                     | 38      |
| 2011 | French Albums Chart                       | 156     |
| 2009 | Suomen virallinen lista                   | 37      |
| 1980 | VG-lista                                  | 37      |
| 2007 | Spanish Albums Chart                      | 67      |

| Хит-парад (1980)                   | Позиция |
| ---------------------------------- | ------- |
| США (Billboard Top Popular Albums) | 41      |

## Продажи и сертификация
| Страна         | Продажи   | Статус        |
| -------------- | --------- | ------------- |
| США            | 7 000 000 | 7х платиновый |
| Великобритания | 100 000   | золотой       |
| Канада         | 200 000   | 2х платиновый |